# صخرة الشيطان (فلم)
صخرة الشيطان (بالإنجليزية: The Devil's Rock) هو فيلم رعب تم إنتاجه في نيوزيلندا وصدر سنة 2011 بطولة كريج هول وجيسيكا غريس سميث وجوناثان كينغ.

## القصة
يقع في جزر القنال عشية إنزال النورماندي، تم إرسال اثنين من الكوماندوز النيوزلنديين، لتدمير مواقع المدافع الألمانية لتشتيت انتباه قوات هتلر بعيدًا عن نورماندي، واكتشاف مؤامرة غامضة نازية لإطلاق العنان لقوى شيطانية للفوز بالحرب.

## وصلات خارجية
صخرة الشيطان على موقع IMDb (الإنجليزية)
- صخرة الشيطان على موقع روتن توميتوز (الإنجليزية)
- صخرة الشيطان على موقع ألو سيني (الفرنسية)
- صخرة الشيطان على موقع أول موفي (الإنجليزية)
- صخرة الشيطان على موقع قاعدة بيانات الفيلم (الإنجليزية)
- صخرة الشيطان على موقع ليتربوكسد (الإنجليزية)
- صخرة الشيطان على موقع كينوبويسك (الروسية)